# Tanya Lieske
Tanya Louise Lieske (* 3. Juni 1964 in Neunkirchen (Saar)) ist eine deutsche Literaturkritikerin, Schriftstellerin, Journalistin und Radiomoderatorin.

## Leben und Wirken
Lieske studierte Komparatistik, Romanistik, Theaterwissenschaften und Neuere Geschichte in Saarbrücken, Berlin, Galway in Irland und Aix-en-Provence. 1989 erwarb sie ihren Magister Artium mit einer Arbeit zum Thema Seán O’Caseys Einfluss auf Beckett. An ihr Studium schloss sie ein journalistisches Volontariat beim Tagesspiegel an.
Seit 1997 ist sie freiberufliche Journalistin und Kritikerin, unter anderem für den Westdeutschen Rundfunk Köln und den Deutschlandfunk. Beim Deutschlandfunk moderiert sie seit 2006 die Sendung Büchermarkt. Sie moderiert Veranstaltungen in Literaturhäusern und literarische Festivals und bietet Workshops zum Thema Biographisches Schreiben an. Lieske schreibt Essays und Bücher für Kinder, Jugendliche und Erwachsene. Als Journalistin und Kritikerin schreibt sie für mehrere Zeitschriften und Zeitungen, darunter für Die literarische Welt, das Handelsblatt, Die Zeit und mare.

## Familie
Lieske ist mit einem Iren verheiratet, hat zwei Kinder und lebt im Saarland, in Düsseldorf und in Galway.

## Werke

### Kinder- und Jugendbücher
- Wir sind (die) Weltklasse, Illustrationen: Sybille Hein, Hanser Verlag, 2024, ISBN 978-3446279247
- Mein Freund Charlie, Beltz & Gelberg, 2017, ISBN 978-3407823212
- Sommernachtstraum, FISCHER KJB, 2016, ISBN 978-3737340182
- Oma, die Miethaie und ich, Illustrationen: Daniel Napp,  Beltz & Gelberg, 2012, ISBN 978-3407820181
- Krümel unterwegs, Illustrationen: Gabriele Hafermaas, St. Michaelsbund, 2009, ISBN 978-3939905332
- Spion wider Willen, Droste Verlag, 2009, ISBN 978-3770013333

### Essays
- Mit anderen: Pandemiepolitik. Freiheit unterm Rad?: Eine interdisziplinäre Essaysammlung, ibidem, 2022, ISBN 978-3-8382-1754-3

### Artikel und Sendungen
- Tanya Lieske: Klaus Pohl: „Sein oder Nichtsein“. Der Autor im Gespräch. In: deutschlandfunk.de. 17. November 2021.
- Tanya Lieske: Patricia Highsmith: „Ladies“: Begierde und Begehren, Rezension auf deutschlandfunk.de vom 19. Januar 2021
- Tanya Lieske: Autorin Yvonne Hergane - Rückkehr nach Reschitza. Deutschlandfunk, 10. Februar 2020.
- Tanya Lieske: Patrizia Schlosser: „Im Untergrund“ – Auf der Suche nach der RAF. In: deutschlandfunk.de. Deutschlandfunk, 11. November 2019.
- Tanya Lieske: Zum 125. Geburtstag von Aldous Huxley - Unterhaltsamer Intellektueller. In: Deutschlandfunk. Deutschlandradio (deutsch).
- Tanya Lieske und Omer Meir Wellber: Unterwegs als Antiheld für Israel. 22. Oktober 2019.
- Tanya Lieske: Zum Tod der Autorin Rada Biller – Eine Jahrhundertbiografie, aus der Literatur wurde: Andrian Kreye im Gespräch. In: Deutschlandfunk. 12. September 2019.
- Michaela Karl im Gespräch mit Tanya Lieske: Glücklich in New York deutschlandfunk.de, 2. Juli 2019.
- Tanya Lieske: Sebastian Barry: „Tage ohne Ende“ – „Wir waten knietief in der Geschichte“. (auch als mp3-Audio, 17,9 MB, 19:35 Minuten) In: Deutschlandfunk-Sendung „Büchermarkt“. 25. Februar 2019 (Interview).
- Tanya Lieske: Zum Tod von Mirjam Pressler – „Wenn das Glück kommt, muss man ihm einen Stuhl hinstellen“. In: Bücher für junge Leser, Deutschlandfunk, 19. Januar 2019.
- Tanya Lieske: Ein Porträt des secession Verlags: Künstlerische Wagnisse, politische Wachsamkeit. In: Deutschlandfunk, 7. November 2018.
- Brit Bennett: "Die Mütter"Intelligentes und vielschichtiges Debüt, von Tanya Lieske, Deutschlandfunk 27. Juli 2018
- Tanya Lieske: Musiker André Herzberg – Vom Leben als deutscher Jude. In: Deutschlandfunk-Sendung „Büchermarkt“. 21. August 2015.
- Tanya Lieske: Harper Lee. Das neue Gesicht des Atticus Finch, deutschlandfunk.de, 26. Juli 2015
- Von der Belle Époque zum großen Krieg, Tanya Lieske über den Epochenroman „Das Buch der Kinder“ (2011) von A.S. Byatt. Deutschlandfunk, 5. Februar 2012.
- Tanya Lieske: Mehr Atmosphäre als Analyse, Rezension bei dradio, 26. Januar 2012
- Tanya Lieske: Letzte Zuflucht an der Biegung des Flusses. In: Die Zeit, Nr. 3/2007
- Tanya Lieske: Wenn Frau Rabbiner den Chef zitiert. In: Die Welt online vom 23. Februar 1996.
- Tanya Lieske: Vom Bitterfelder Weg zurückgekehrt. Berliner Chöre: Die Berliner Singakademie ist ein Laienchor mit  professionellem Anspruch. In: Tagesspiegel. 17. November 1995

## Auszeichnungen und Nominierungen
- 2025: Nominierung für den Deutschen Jugendliteraturpreis für Wir sind (die) Weltklasse[7]